# Холдаров, Топиболди
Топиболди Холдаров (Холдоров) (1942—2021) — государственный деятель Узбекистана, сенатор.
Родился 1 февраля 1942 года в Ферганской области. Окончил Самаркандский кооперативный техникум (1961) и Самаркандский кооперативный институт (1973, экономическое отделение).
Работал в Ферганской области в различных должностях в сфере печати и торговли.
С 2000 по 2009 год председатель Ферганского районного, с 2009 по 2020 год — Ферганского областного отделения фонда «Нуроний».
С 2020 г. заместитель начальника Ферганского областного управления по поддержке махалли и семьи.
В 2016 году награждён орденом «Мехнат шухрати».
Член Сената Олий Мажлиса с 17 января 2020 г. Входил в Комитет по вопросам женщин и гендерного равенства.
Умер утром 22 августа 2021 года в ташкентской больнице (острая сердечная и почечная недостаточность). Похоронен в махалле «Тинчлик» села Ëшларобод в Ферганском районе.